# Godofredo Rangel
José Godofredo de Moura Rangel (21 de novembro de 1884 – 4 de agosto de 1951) foi um escritor e tradutor brasileiro, nascido em Três Corações, Minas Gerais.

## Biografia
Godofredo Rangel nasceu em 21 de novembro de 1884, filho de João Sílvio de Moura Rangel e Clara Augusta Gorgulho Rangel. Quarenta dias após seu nascimento, a família mudou-se para Carmo de Minas (ex-Silvestre Ferraz) (MG), onde foi batizado e viveu boa parte da infância. Aos 12 anos já escrevia, desde pequenos jornais manuscritos, com noticiários, páginas literárias, até peças de teatro nas quais atuou muitas vezes com papéis femininos.
Com a morte do pai, Godofredo se mudou, em 1902, para São Paulo, onde estudou no Colégio Oficial e ingressou na Faculdade de Direito das Arcadas - USP. Nessa época, devido às dificuldades financeiras da família, começou a trabalhar como escrivão de subdelegacia em um Posto Policial no Brás, em 1902. Em um de seus plantões conheceu o jovem poeta Ricardo Gonçalves.
Rangel foi transferido, algum tempo depois, para Belenzinho, onde alugou o sótão de um chalé, na Rua 21 de Abril, endereço que ficou conhecido como  “Minarete”, uma república de estudantes, onde seria a sede do “Cenáculo”, quando Godofredo conheceu Monteiro Lobato, Lino Moreira, Tito Lívio Brasil, Albino Camargo, Cândido Negreiros, Raul de Freitas e José Antonio Nogueira. Começam a frequentar o Café Guarany, onde têm mesa cativa, centro da boemia literária do grupo.
Em 1903 inicia a correspondência com Lobato que irá, mais tarde, constituir o livro A Barca de Gleyre. É nesse ano que surge, também, o jornal Minarete, de Pindamonhangaba, de propriedade de Benjamim Pinheiro, que durou até 1907, e vários integrantes do grupo se iniciaram nas letras nesse jornal.
Godofredo se mudou para Campinas, em 1904, onde lecionou no Instituto Cesário Mota, célebre educandário da cidade, hoje extinto. Ainda em 1904 retornou a Minas Gerais, e  fixou-se em Silvestre Ferraz, atual Carmo de Minas, onde lecionou. Conheceu José Fernandes, diretor do Colégio, que inspirará um de seus maiores personagens. Iniciou o namoro com a futura esposa.
Em 1906, já bacharel, casou-se com Bárbara Pinto de Andrade, que conhecera em Caldas. Em 1907 foi nomeado Promotor Público de Cambuí (MG), assumindo o cargo sem conhecer a comarca. Visita Monteiro Lobato, então Promotor Público em Areias, no Vale do Paraíba (SP). Em 1909 ingressou na Magistratura, e foi nomeado Juiz Municipal do Machado (MG), local que retratará em passagens do romance de estreia.
Em 10 de junho de 1909 nasceu seu primeiro filho, Nello, o maior responsável pelas informações sobre Godofredo; em 3 de maio de 1911, o segundo filho, Caio; em 7 de dezembro de 1912, o terceiro, Tullio.
Em 1916, suicidou-se em São Paulo o amigo Ricardo Gonçalves, poeta dos Ipês, provocando grande abalo nos membros do grupo.
De maio de 1917 a janeiro de 1918, publicou os capítulos do romance Vida Ociosa, na Revista do Brasil, toda a Falange Gloriosa, em rodapé no “Estadinho” (edição vespertina do Estado de São Paulo), e contos de Andorinhas. Publicou a gramática Estudo Practico de Português. Em 21 de fevereiro de 1917 nasceu sua filha, Duse.
Em 1918, deixou Santa Rita do Sapucaí (MG), para onde fora removido. Promovido a Juiz de Direito, serviu em Estrela do Sul, Três Pontas e Passos, lecionando sempre. Em Sapucaí, visando melhorar a receita, foi contador de uma usina elétrica.
Após muita persistência dos amigos, Godofredo consentiu, em 1920, na publicação de Vida Ociosa – romance da vida mineira, em livro, edição da Revista do Brasil, da Monteiro Lobato & Cia Editores. Em 1924 publicou seu primeiro livro de contos, Andorinhas, pela mesma editora; em 1929 publicou A Filha, uma narrativa romântica, em edição da Imprensa Oficial de Minas Gerais.
Os romances Falange Gloriosa e Os Bem Casados foram publicados postumamente. Rangel traduziu cerca de 70 obras, muitas delas publicadas por Lobato na Companhia Editora Nacional.
Em 1937 aposentou-se como Juiz de Direito de terceira entrância, titular da comarca de Lavras (MG), e foi residir em Belo Horizonte. Em 1939 foi eleito para a Academia Mineira de Letras (AML), ocupando a Cadeira número 13, cujo patrono é Xavier da Veiga e fundador Carmo Gama.
Em 1943 lançou dois livros infantis, Um passeio à casa de Papai Noel e Histórias do tempo do onça, ambos pela Companhia Editora Nacional, São Paulo. Em 1944 publicou o segundo livro de contos, Os Humildes, pela Editora Universitária, de São Paulo, com prefácio de Lobato.
Em 1944, Monteiro Lobato publicou a primeira edição de A Barca de Gleyre, englobando a correspondência entre ele e Godofredo por mais de 40 anos, de 1903 até 1948. Rangel recusou-se terminantemente a publicar suas cartas, alegando que elas não possuíam outro mérito além de provocar excelentes respostas de Lobato. Anos mais tarde o segundo volume de “A Barca de Gleyre” foi publicado, novamente com o habitual silêncio de Rangel.
Em 1948 faleceu Monteiro Lobato, e Rangel publica dois belos artigos lembrando o companheiro de toda a vida. No dia 4 de agosto de 1951, três anos após a morte de Monteiro Lobato, Godofredo Rangel faleceu em Belo Horizonte, aos 66 anos, vítima de uma enfermidade que há muito o assolava. Muitos dos seus amigos do “Minarete” já haviam falecido. Foi sepultado em 5 de agosto no Cemitério do Bonfim, na Capital mineira.
Em 1953 e 1954, foram publicados, em edições póstumas, os romances Falange Gloriosa e Os Bem Casados, ambos pela Melhoramentos.

## Homenagens e legado
- Em 1977 foi publicado o livro “Godofredo Rangel”, primeira biografia do escritor, de autoria de Enéas Athanázio (Gráfica Editora 73, Curitiba).
- Em 1988 foi lançado o livro “O Amigo Escrito”, pelo Governo do Estado de Santa Catarina, biografia definitiva, também de autoria de Enéas Athanázio.[4]
- Autran Dourado, em ‘O Artista Aprendiz’, transformou Godofredo Rangel em personagem.

## Obras
Romances
- Falange Gloriosa (1917) – romance publicado inicialmente como folhetim no Estadinho (edição vespertina de O Estado de São Paulo). Foi publicado como livro postumamente, na série Ficção Nacional da Editora Melhoramentos, em 1953.[5] Aborda o cotidiano de dois estabelecimentos de ensino de uma cidadezinha de Minas Gerais, Três Barras, destinados à educação de meninos da classe média (Ginásio “Fiat Lux”) e meninas (Escola Normal “Deus, Pátria e Família”).[6]
- Vida Ociosa (1920) – romance, publicado inicialmente na Revista do Brasil (1917-18), e em livro em 1920,[7] "pintura delicadíssima de uma atmosfera rural".[8]
- A Filha (1929). História do amor obsessivo e doentio de Sálvio por Leila, que, com a morte desta, transfere-se para a filha Noeme. Para fugir à prisão por ter falsificado um documento, Sálvio vê-se obrigado a viver isolado, em local remoto, afastado da filha.
- Os Bem Casados (1954) – publicado postumamente pela Editora Melhoramentos. A história trágica e pungente de um homem que, submetido aos caprichos de uma esposa tirânica, a ela sacrifica sua carreira e renega a própria mãe.[9] "Em Os bem-casados mais do que a intenção satírica expressa no título há principalmente o trabalho profundo de definir e explanar uma situação humana, através dum sistema de personagens organicamente ligados e traçados com singular maestria novelesca."[10]

Contos
- Andorinhas (1924)[11] – contos.
- Os Humildes (1944) – contos.

Livros infantis
- Um passeio à casa de Papai – Noel (1943)
- Histórias do tempo do onça (1943)

Trabalhos em periódicos
- Inúmeros trabalhos publicados em suplementos, jornais e revistas, como a “Revista do Brasil” e “Alterosa”, entre outros.
- A Syncope. In: Verde: revista mensal de arte e cultura. Cataguases, nº3. Ed. Facsimilar. São Paulo: Metal Leve, 1978. p. 17.[12]

Outros
- Saudação a Guilherme de Almeida (Discurso)
- A Fallencia das letras, 1925 (pasta)[13]

## Traduções
Rangel fez mais de 50 traduções, do inglês, do francês e do espanhol.
- Oscar Wilde, sua vida e confissões (Oscar Wilde: his life and confessions), Frank Harris (1855-1931), Coleção Vidas Célebres, volume 6, Companhia Editora Nacional, 1939.[14]
- O Crime da Casa Solitária (The halfway house), Ellery Queen,[15][14] 1940,[16] Coleção Paratodos, nº 23, Companhia Editora Nacional.
- A Felicidade vem Depois (Marriage is a private affair), Judith Kelly, 1943, Civilização Brasileira.[14]
- A Vida de Disraeli (La Vie de Disraeli), volume 4 da Coleção Vida Célebres, 1936, André Maurois.
- A Ciência da Natureza Humana (Understanding the Human Nature), Alfred Adler, Biblioteca do Espírito Moderno, série 2ª, Companhia Editora Nacional. Tradução de Rangel e Anísio Teixeira.
- História dos Estados Unidos (Histoire des Etats-Unis), André Maurois, 1946, Biblioteca do Espírito Moderno, série 3ª, Companhia Editora Nacional.
- História do poderio marítimo (History of sea power), William Oliver Stevens & Allan Westcott, Biblioteca do Espírito Moderno, série 3ª, 1944, Companhia Editora Nacional.
- Talleyrand, Duff Cooper, Biblioteca do Espírito Moderno, série 3ª, Companhia Editora Nacional, 1945.
- Victor Hugo, uma biografia realística do grande romântico, Matthew Josephson, 1947, Biblioteca do Espírito Moderno, série 3ª, Companhia Editora Nacional.
- A Vida de Santo Agostinho, Giovanni Papini, Biblioteca do Espírito Moderno, volume 42, Companhia Editora Nacional.
- Zola e seu tempo, Matthew Josephson, 1947, Biblioteca do Espírito Moderno, Companhia Editora Nacional.
- Bem Aventurados os Humildes (Bez oręża), Zofia Kossak, 1945, Biblioteca do Espírito Moderno, série 4ª, Companhia Editora Nacional.
- Beaumarchais: o aventureiro do século da mulher (Beaumarchais, adventurer in the century of women), Paul Frischauer, 1942, Biblioteca do Espírito Moderno, volume 25, Companhia Editora Nacional.
- História da Filosofia - Vidas e Ideias dos Grandes Filósofos (The story of philosophy), Biblioteca do Espírito Moderno, Will Durant, 1926, Companhia Editora Nacional. Tradução de Rangel e Monteiro Lobato.
- O Apóstolo (The apostle), Sholem Asch, Biblioteca do Espírito Moderno, volume 36, Companhia Editora Nacional, 1945.
- O filho de Tarzan (The son of Tarzan), Edgar Rice Burroughs, Companhia Editora Nacional, Coleção Terramarear, volume 24, 1935.
- Tarzan Rei do Jângal (Tarzan lord of the jungle), Edgar Rice Burroughs, Companhia Editora Nacional, Coleção Terramarear, volume 37, 1935.
- O fantasma de Sandokan, Emilio Salgari, Companhia Editora Nacional, Coleção Terramarear, volume 46, 1936.
- A ilha de coral, R. M. Ballantine, Companhia Editora Nacional, Coleção Terramarear, volume 10, 1936.
- Perdidos no deserto, Mayne Reid, Companhia Editora Nacional, Coleção Terramarear, volume 47, 1936.
- Guilherme o grumete, Mayne Reid, 1938, Coleção Terramarear, Companhia Editora Nacional.
- O Tesouro das Ilhas Galápagos (Le trésor des Îles Galapagos), André Armandy, 1934, Coleção Terramarear, Companhia Editora Nacional.
- O Corsário vermelho, James Fenimore Cooper, Coleção Terramarear, volume 9, Companhia Editora Nacional. Tradução livre de Godofredo Rangel.
- O Homem do Hotel Carlton (The man at the carlton), Edgar Wallace, Companhia Editora Nacional, Série Negra, volume 2, 1934.
- A porta dos traidores, Edgar Wallace, Companhia Editora Nacional, Série Negra, volume 20, 1936.
- O sheik, E. M. Hull, Coleção Paratodos, 1931, Companhia Editora Nacional.
- Scaramouche, o fazedor de reis, Rafael Sabatini, Companhia Editora Nacional, Coleção Para todos, 1936.
- O Clube dos Suicidas, Robert Louis Stevenson, Companhia Editora Nacional, Coleção Para todos, 1933.
- A crise de nossa civilização, Hilaire Belloc.
- Como pensamos. Como formar e educar o pensamento (How we think), John Dewey, Biblioteca Pedagógica Brasileira, série 3ª, Companhia Editora Nacional, 1933.
- Democracia e educação: introdução à filosofia da educação (Democracy and education), John Dewey, Biblioteca Pedagógica Brasileira, Companhia Editora Nacional, 1936. Tradução de Rangel e Anísio Teixeira.
- Geografia pitoresca para as crianças, V. M. Hillyer, Companhia Editora Nacional, 1955, adaptação e tradução de Rangel.
- Pequena história do mundo para crianças, V. M. Hillyer, Companhia Editora Nacional.
- História da civilização, Will Durant, Companhia Editora Nacional.
- História da França (Histoire de la France), André Maurois, 1950, Companhia Editora Nacional.
- Maravilhas da Medicina, David Dietz, Livraria José Olympio Editora, 1940.
- Lógica (Logique), Louis Liard, Companhia Editora Nacional.
- A Cura pelo Pensamento, Pierre Vachet, 1930, Companhia Editora Nacional.
- O Caminho da Felicidade, Victor Pauchet, 1936, Coleção Obras Educativas, Companhia Editora Nacional (São Paulo)/ Civilização Brasileira (Rio de Janeiro).
- Os Filhos, sua preparação para a vida, Victor Pauchet, 1934, Coleção Obras Educativas, Companhia Editora Nacional (São Paulo)/ Civilização Brasileira (Rio de Janeiro).
- Sede otimistas, Victor Pauchet
- Porque os Homens Falham, Morris Fishbein e William A. White (Orgs.), 1930, Companhia Editora Nacional. Clássico da psiquiatria, esta obra reúne os escritos de 11 psiquiatras norte-americanos, compilados por Morris Fishbein e William A. White.
- Os Judeus e nós os christãos (Les juifs, et nous chretiens), Oscar Férenzy, 1939, Companhia Editora Nacional.
- A mulher (La femme), Jules Michelet (primeira tradução, deveria chamar-se “O Amor”, sendo o título trocado por equívoco),[17] Editora Monteiro Lobato, 1925
- As cruzadas, os homens de ferro e os santos, Harold Lamb, Companhia Editora Nacional, 1936.
- Eldorado, Baronesa Orczy, Companhia Editora Nacional, s. d., Série Pimpinela Escarlate.
- Amor e Casamento: Nova Contribuição para a Solução Sexual, Marie Carmichael Stopes, 1929.
- Radiante Maternidade, Marie Carmichael Stopes, 1929, Companhia Editora Nacional.
- O Caminho da Liberdade (Freedom Road), Howard Melvin Fast, 1947, Companhia Editora Nacional.[14]
- O Castelo Encantado, de Guy Chantepleure, Coleção Biblioteca das Moças, 1928, Companhia Editora Nacional.
- Alvorada de Amor, Flora Klickmann, Coleção Biblioteca das Moças, Companhia Editora Nacional, 1929.
- Francesca, Cecil Adair, 1935, volume 3 da Biblioteca das Moças, Companhia Editora Nacional.
- Vendida, Wilhelmine Heimburg, 1935, volume 10 da Biblioteca das Moças, Companhia Editora Nacional.
- O Outro Milagre, Henri Ardel, volume 34 da Biblioteca das Moças, 1937, Companhia Editora Nacional.
- Cinzas do Passado (Lavender anda Old Lace), Myrtle Reed, volume 56 da Biblioteca das Moças, 1938, Companhia Editora Nacional.
- A Esposa que não Foi Beijada (The unkissed wife), de Berta Ruck, 1932,[18] volume 58 da Coleção Biblioteca das Moças, da Companhia Editora Nacional.
- Pupila Sem Tutor (Tuteur), Charles Foley, volume 75 da Biblioteca das Moças, 1940,[18] Companhia Editora Nacional
- O It (It), Elinor Glyn, volume 78 da Biblioteca das Moças, 1934,[18] Companhia Editora Nacional.
- As irmãs brancas (The White Ladies of Worcester), Florence L. Barclay, volume 95 da Biblioteca das Moças, 1928, Companhia Editora Nacional.[18]
- Casar é Bom (Gai! Marions-nous!), Germaine Acremant, volume 101 da Biblioteca das Moças, Companhia Editora Nacional.
- Mulherzinhas (Little Women), Louisa May Alcott, volume 119 da Biblioteca das Moças, Companhia Editora Nacional, 1934.[14]
- Enquanto é tempo de amar – Florence L. Barclay, volume 133 da Biblioteca das Moças, Companhia Editora Nacional, 1929.[18]
- O Príncipe de Metternich, sua vida política e amorosa (Prince Metternich, statesman and lover), Raul Auernheimer, Editora Vecchi.
- Cristóvão Colombo (Vida del muy magnifico senor Don Cristobal Colon), Salvador de Madariaga, Editora Vecchi, 1944.
- Noites de vigília (Vigil in the night), Archibald Joseph Cronin, Obras Completas de A. J. Cronin, Livraria José Olympio Editora, 1940.